# Microrregión de Palmeira dos Índios
La Microrregión de Palmeira dos Índios está localizada en la Mesorregión del Agreste Alagoano, ambas localizadas en el Estado de Alagoas, la ciudad-polo es Palmeira dos Índios. Posee once municipios, listados más abajo.

## Municipios
- Belém
- Cacimbinhas
- Estrela de Alagoas
- Igaci
- Maribondo
- Mar Vermelho
- Minador do Negrão
- Palmeira dos Índios
- Paulo Jacinto
- Quebrangulo
- Tanque d'Arca

- Datos: Q2597408